# Tabasco (plant)
Tabasco (Capsicum frutescens var. tabasco) is een chilipeper, een variëteit van Capsicum frutescens. Het bekendste product dat hiervan is afgeleid, is de tabascosaus. Tabasco is de enige soort chilipeper die niet droog is van binnen; de peper is 4 cm lang. Hoewel de Mexicaanse deelstaat Tabasco naar het product is vernoemd, werd tabasco voor het eerst verbouwd in Louisiana in de Verenigde Staten. De meeste tabascokweek vindt tegenwoordig plaats in Midden- en Zuid-Amerika, omdat de omstandigheden voor de plant daar gunstiger zijn.
In de jaren 60 van de twintigste eeuw vielen veel tabascoplanten ten prooi aan het tabaksmozaïekvirus. Rond 1970 werd de eerste resistente variëteit, de "tabasco greenleaf", gekweekt.
De tabascovrucht is aanvankelijk lichtgroen van kleur; die kleur verandert vervolgens via geel en oranje in rood. De tabascoplant bereikt op de Scovilleschaal een heetheid van 30.000 tot 50.000.